# 科爾巴埃維奇
49°37′30″N 23°30′4″E / 49.62500°N 23.50111°E
科爾巴埃維奇（烏克蘭語：Колбаєвичі），是烏克蘭西部的村莊，隸屬利維夫州的桑比爾區。該村始建於1349年，面積7.83平方公里，海拔高度291米，2024年人口582，人口密度每平方公里77.65人。